# Sable (wrestler)
Rena Marlette Greek, meglio nota come Sable (Jacksonville, 8 agosto 1967), è un'ex wrestler ed ex modella statunitense.
È conosciuta soprattutto per i suoi trascorsi in WWE. Prima di raggiungere la fama nel mondo del wrestling professionistico, iniziò a lavorare per la WWE nel 1996. Sable è stata una delle prime Divas della WWE; grazie a ciò acquisì molta popolarità. Dopo aver avuto delle rivalità con Luna Vachon e Jacqueline, Sable è diventata la seconda WWF Women's Champion di sempre dopo che il titolo era stato ritirato dalla federazione. Dopo aver abbandonato la federazione, ha avanzato una causa legale contro la compagnìa di 110 milioni di dollari, citando accuse di abuso sessuale e pericolosità delle condizioni di lavoro.
Nel 2003, tornò in WWE e iniziò una rivalità con Torrie Wilson, e iniziò una storyline nel ruolo di amante di Vince McMahon. Nel 2004, abbandonò la compagnìa per trascorrere più tempo con la famiglia. Fuori dal wrestling, la Greek è considerata una sex symbol, per essere apparsa sulla copertina di Playboy per tre volte. Il numero di Playboy venduto nell'aprile 1999 fu uno dei più venduti nella storia di Playboy. Ha recitato in molte serie televisive, incluso Pacific Blue, ed è apparsa nel film Corky Romano.

## Biografia
Rena Greek nacque a Jacksonville. Si cimentò sin da giovane in diverse attività come ginnastica, equitazione e softball. Dopo aver vinto il suo primo concorso di bellezza all'età di 12 anni, scelse di intraprendere la carriera di modella, lavorando con aziende quali L'Oréal, Pepsi e Guess?.
Rena sposò Wayne Richardson nel 1987 e l'anno seguente ebbe da lui una figlia di nome Mariah. I due rimasero sposati fino alla morte di Richardson, avvenuta nel 1991. Nel 1993 Rena conobbe il suo secondo marito, il wrestler ed ex-pugile professionista Marc Mero, con il quale convolò a nozze nel 1994. Poco dopo debuttò nel mondo del wrestling entrando a far parte della World Wrestling Federation.

### World Wrestling Federation (1996–1999)

#### Debutto e rivalità con Marc Mero (1996–1998)
Rena Greek fece il suo debutto nella World Wrestling Federation con il nome di Sable a WrestleMania XII nel marzo del 1996, accompagnando Hunter Hearst Helmsley nel suo incontro contro The Ultimate Warrior. Sable venne coinvolta nel suo primo angle con Marc Mero, suo marito nella vita reale, che aveva debuttato a WrestleMania II con il nome "Wildman" Marc Mero. La storyline ebbe iniziò quando Marc Mero vide Helmsley maltrattare Sable nel backstage, causando l'attacco di Mero nei confronti di Helmsley. Sable continuò a interpretare il ruolo da manager di Mero fino al suo infortunio nel 1997. Durante il periodo d'assenza di Mero, Sable acquisì sempre più popolarità. Al rientro di Merco, avvenuto nella seconda metà del 1997 (ora conosciuto come "Marvelous" Marc Mero) divenne geloso nei confronti di Sable e non le permise di mettersi in evidenza sotto la luce dei riflettori. Il duo iniziò una rivalità con Luna Vachon e The Artist Formerly Known As Goldust, che si concluse in un tag team match a WrestleMania XIV nel marzo del 1998. Durante l'incontro, Sable colpì Goldust con un superkick, e Luna con la Sable Bomb, una variante della powerbomb, per poi colpirla con una TKO schienandola per la vittoria, con il pubblico che intonava il nome di Sable. Nel pay-per-view successivo, Unforgiven: In Your House, Sable perse contro Luna in un Evening Gown match, dopo essere stata distratta da Mero.
In seguito all'interferenza di Mero a Unforgiven, Sable si presentò nel ring e lo sfidò in un incontro, per poi vendicarsi colpendolo con un calcio nei testicoli e una Sable Bomb. Sable si allontanò da Mero, e Mero fece debuttare Jacqueline come sua nuova manager e iniziò una rivalità tra le due. Le due si affrontarono in un bikini contest a Fully Loaded: In Your House. Sable non indossò il pezzo sopra del bikini ma i suoi seni nudi erano coperti da due impronta di mani dipinte di vernice nera e vinse la contesa dopo aver ricevuto molti consensi positivi dal pubblico. La sera seguente a Raw, Vince McMahon squalificò Sable dal Bikini Contest perché non aveva effettivamente indossato il bikini e la vittoria fu assegnata a Jacqueline. In risposta, Sable fece a McMahon il gesto del dito medio. A SummerSlam, Sable e il nuovo arrivato in WWF Edge sconfissero Marc Mero e Jacqueline in un mixed tag team match.

#### Women's Champion (1998–1999)

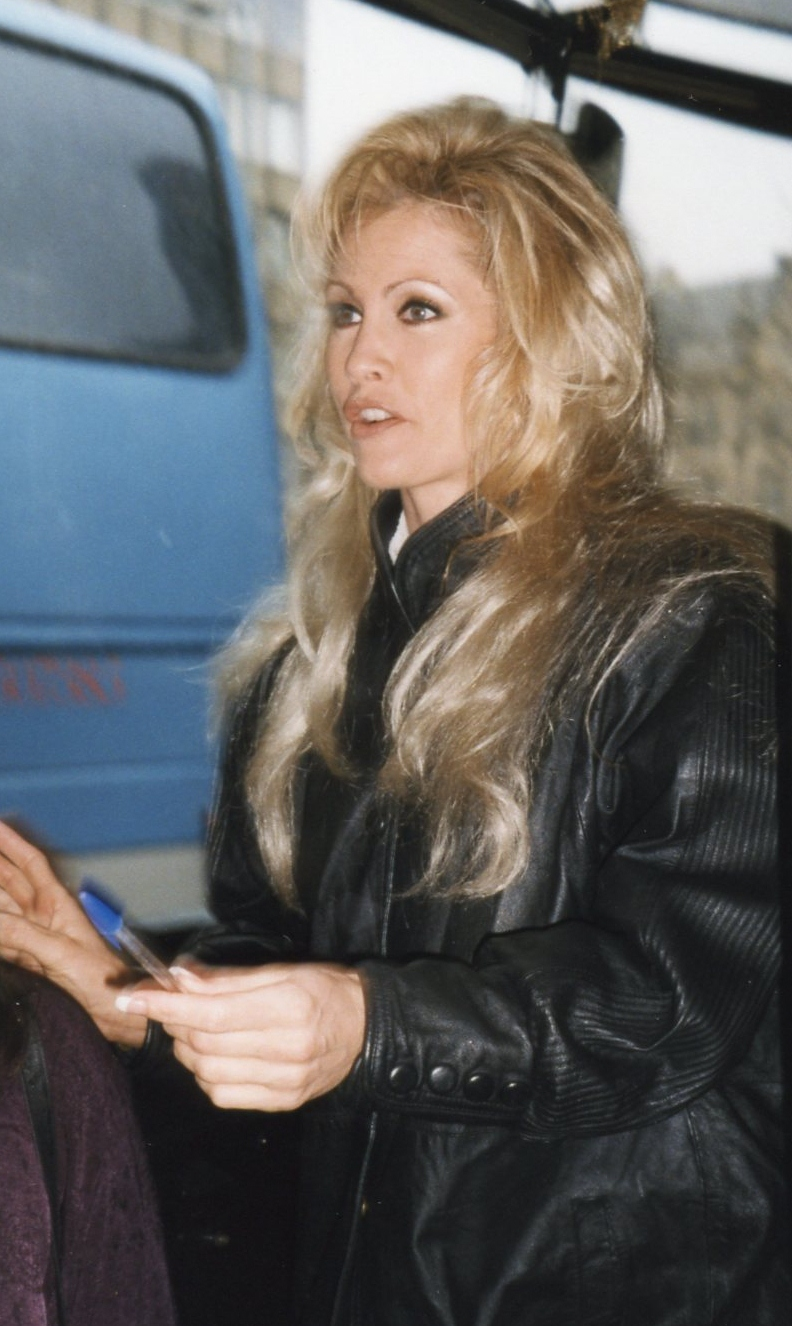
Sable nell'aprile 1998

Sable e Jacqueline si affrontarono per il redivivo Women's Championship nella puntata di Raw del 21 settembre, il quale venne vinto da Jacqueline. Il 15 novembre alle Survivor Series, Sable sconfisse Jacqueline conquistando il titolo, dopo aver colpito con la powerbomb sia Mero che Jacqueline durante il match. In quel periodo, Rena apparve in un episodio di Pacific Blue dell'USA Network. In seguito Sable prese brevemente parte a una storyline nella quale era costretta ad essere subordinata a Vince e Shane McMahon, ma la storyline non andò lontano.
Nel 1999, Sable venne attaccata da una donna mascherata chiamata Spider Lady, che si scoprì essere Luna Vachon. Sable sconfisse Luna in uno strap match alla Royal Rumble con l'aiuto di una fan, la quale si rivelò essere la nuova arrivata Tori. Il debutto di Tori portò a un cambiamento nel personaggio di Sable. Dopo la Royal Rumble, Sable fu la ragazza copertina per il numero di Playboy dell'aprile 1999, il quale fu uno dei numeri più venduti di sempre. Dopo la pubblicazione della rivista, Sable divenne heel e diva di Hollywood spiccatamente egocentrica. In quel periodò coniò un "grido di battaglia": "This is for all the women who want to be me and all the men who come to see me" ("Questo è per tutte le donne che vogliono essere me e per tutti gli uomini che vengono a vedere me") a questa, associò una danza chiamata Grind. Sable difese raramente il titolo e iniziò poi una rivalità con Tori che si concluse il 28 marzo a WrestleMania XV. Durante il match, Nicole Bass debuttò come guardia del corpo di Sable e la aiutò a vincere il match.
Sable proseguì il suo cammino affiancata dalla Bass, facendole fare tutto il lavoro sporco. Continuò a mantenere il titolo fino al 10 maggio, quando Debra vinse un evening gown match. Di solito in un evening gown match, la wrestler che toglie il vestito all'avversaria vince. Tuttavia, il Commissioner Shawn Michaels disse che la donna che avesse perso il vestito sarebbe stata la vincitrice, incoronando Debra come nuova campionessa. Dietro le quinte, Sable iniziò una disputa con la WWF e ciò fu la causa della perdita del titolo. In quel periodo, Sable era poco gradita nel backstage e Sean Waltman ammise di averle fatto uno scherzo nel suo ultimo giorno in WWF.

### Dopo la WWF (1999–2001)
Nel giugno del 1999, Sable abbandonò la WWF e intentò una causa di 110 milioni di dollari citando accuse di abuso sessuale e pericolosità delle condizioni di lavoro. Sable disse di aver intentato la causa dopo aver rifiutato di mostrarsi in topless. Nel corso della causa, Vince McMahon fece una contro causa per il marchio del nome "Sable". Sable ridusse l'importo da lei richiesto per il risarcimento dei danni, e trovarono un accordo nell'agosto dello stesso anno. Sable usò il suo vero nome e apparì nel numero di Playboy del settembre 1999, diventando la prima donna nella storia di Playboy ad essere apparsa due volte sulla copertina nello stesso anno. Dopo la fuoriuscita dalla WWF, apparve tra il pubblico nella puntata di Monday Nitro del 14 giugno.
In quel periodo, fece delle apparizioni negli show Howard Stern Show e Late Night with Conan O'Brien. Inoltre apparve in diverse serie televisive come First Wave e Relic Hunter e nel film Corky Romano. Nell'agosto del 2000 uscì la sua autobiografia intitolata Undefeated e pubblicò il fumetto The 10th Muse nei panni di una supereroina. Il 13 e 14 novembre del 2001, apparve nella neonata Xcitement Wrestling Federation (XWF) nel ruolo di "CEO" ma furono le sue uniche apparizioni nella federazione.

### Ritorno in WWE (2003–2004)

#### Relazione con Vince McMahon (2003)

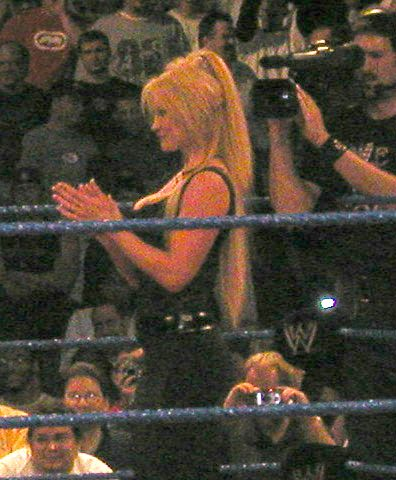
Sable nel 2003

Rena Mero tornò in WWF, ora conosciuta come World Wrestling Entertainment (WWE) nella puntata di SmackDown! del 3 aprile 2003 reinterpretando il personaggio di Sable, la quale interruppe Torrie Wilson durante la sua celebrazione del Playboy Coming Out Party. Durante la loro rivalità, Sable presenziò nei match della Wilson, parlò con lei nel backstage, e in un'occasione abbandonò la Wilson durante un tag team match. Sable sfidò la Wilson in un bikini contest a Judgment Day. Al pay-per-view Sable ricevette una forte ovazione dal pubblico, ma la Wilson si tolse il bikini e mostrò un due pezzi ridottissimo, e l'arbitro speciale Tazz dichiarò la Wilson vincitrice. Sable ebbe un alterco con Tazz, gettandogli addosso dell'acqua nella puntata successiva di SmackDown! per aver assegnato la vittoria alla Wilson.
Sable iniziò poi una rivalità con Stephanie McMahon all'interno di una storyline nella quale era l'amante di Vince McMahon. Vince nominò Sable assistente personale di Stephanie, contro il volere di quest'ultima. Durante la rivalità, le due vennero alle mani in una catfight, food fight e in un parking lot brawl in cui a Sable venne rimosso il top mostrando il suo seno in diretta televisiva, e in un match nel quale Sable colpì la McMahon con una cartella. Il 27 luglio a Vengeance, Sable sconfisse la McMahon a causa dell'interferenza di A-Train. A SummerSlam, Sable accompagnò A-Train nel suo match contro The Undertaker, che perse. Dopo il match, The Undertaker trattenne Sable così che la McMahon potesse colpirla con una spear. Dopo SummerSlam, Vince e Sable si focalizzarono su come sbarazzarsi di Stephanie e Vince indisse un "I quit" match per No Mercy. Durante il match, Sable diede uno schiaffo a Stephanie e venne coinvolta in una rissa con Linda McMahon.

#### Varie faide (2004)
Sable divenne brevemente una face quando apparve sul numero di Playboy del marzo 2004 per la terza volta nella sua carriera, questa volta con Torrie Wilson rendendole le prime divas a posare insieme per Playboy. Poco dopo l'uscita della rivista, le due iniziarono una rivalità con le divas di Raw Stacy Keibler e Miss Jackie. Il 14 marzo a WrestleMania XX, Sable e la Wilson sconfissero la Keibler e la Jackie in un playboy evening gown match.
Dopo WrestleMania XX, Sable tornò heel e iniziò un'altra breve rivalità con Torrie Wilson che si concluse a The Great American Bash con la vittoria di Sable nonostante durante lo schienamento una spalla della Wilson non fosse a terra, ma perse nella rivincita contro la Wilson nella puntata di SmackDown! del 1º luglio. Sable fece la sua ultima apparizione in WWE in una puntata di SmackDown! quando lei, Torrie e Dawn Marie accompagnarono Eddie Guerrero al ring nella sua lowrider. Il 10 agosto 2004 il sito ufficiale della WWE annunciò che Sable e la federazione avevano diviso le loro strade in buoni rapporti.

### New Japan Pro Wrestling (2006–2007)
Sable debuttò nella New Japan Pro-Wrestling il 4 gennaio 2006 a un evento della NJPW insieme a Brock Lesnar come ospite. Continuò ad accompagnare Lesnar nei suoi match fino al loro abbandono nel giugno del 2007.

## Vita privata
La Greek sposò Wayne W. Richardson nel 1986. I due ebbero una figlia di nome Mariah, e rimase sposata con Richardson fino alla sua morte avvenuta in un incidente nel 1991. Nel 1993, incontrò il suo secondo marito Marc Mero. Nello stesso anno, si sottopose a un'operazione di mastoplastica additiva. Dopo aver sposato Mero nel 1994, entrò nel mondo del wrestling. Prima del loro divorzio nel 2004, la Greek iniziò ad uscire con Brock Lesnar, con cui si fidanzó lo stesso anno. I due si lasciarono nei primi mesi del 2005, per poi fidanzarsi di nuovo nel gennaio del 2006 e sposarsi il 6 maggio dello stesso anno. I due hanno due figli.

## Personaggio

### Mosse finali
- Sable Bomb/Sable-Bomb[11][13] (Release powerbomb)[19][22]
- TKO (Fireman's carry cutter) – adottata da Marc Mero[11][16][19]

### Manager
- Tori[20]
- Nicole Bass[20]

### Wrestler assistiti
- A-Train[20]
- Hunter Hearst Helmsley[20]
- Marc Mero[20]
- Mr. McMahon[20]
- The Oddities[20]

### Musiche d'ingresso
- Wildcat (V1) di Jim Johnston (WWE; 1997 – 1999)[45]
- Wildcat (V2) di Jim Johnston (WWE; 2003 – 2004)[46]

## Titoli e riconoscimenti
World Wrestling Federation
- WWF Women's Championship (1)[47]
- Slammy Awards (2)
  - Dressed to Kill (1997)[48]
  - Diva of the Year (1997)[48]

## Nei videogiochi
- WWF Attitude[49]
- WWE SmackDown! Here Comes the Pain[50]
- WWE SmackDown! vs. Raw[51]